# Бобслей на зимових Олімпійських іграх 2014
Змагання з бобслею на зимових Олімпійських іграх 2014 в Сочі проходили з 16 по 23 лютого в Центрі санного спорту «Санки», розташованому біля Красної Поляни. Розіграно три комплекти нагород.

## Розклад
Час UTC+4.
| День    | Дата          | Час   | Змагання                          |
| ------- | ------------- | ----- | --------------------------------- |
| День 10 | Нд, 16 лютого | 18:30 | Заїзди 1 і 2, двійки (чоловіки)   |
| День 11 | Пн, 17 лютого | 18:45 | Заїзди 3 і 4, двійки (чоловіки)   |
| День 12 | Вт, 18 лютого | 20:15 | Заїзди 1 і 2, двійки (жінки)      |
| День 13 | Ср, 19 лютого | 20:15 | Заїзди 3 і 4, двійки (жінки)      |
| День 16 | Сб, 22 лютого | 20:00 | Заїзди 1 і 2, четвірки (чоловіки) |
| День 17 | Нд, 23 лютого | 13:30 | Заїзди 3 і 4, четвірки (чоловіки) |

## Чемпіони та медалісти

### Медальний підсумок
| Місце | Країна          | Золото | Срібло | Бронза | Загалом |
| ----- | --------------- | ------ | ------ | ------ | ------- |
| 1     | Росія (RUS)     | 2      | 0      | 0      | 2       |
| 2     | Канада (CAN)    | 1      | 0      | 0      | 1       |
| 3     | США (USA)       | 0      | 1      | 3      | 4       |
| 4     | Латвія (LAT)    | 0      | 1      | 0      | 1       |
| 4     | Швейцарія (SUI) | 0      | 1      | 0      | 1       |
|       | Всього          | 3      | 3      | 3      | 9       |

### Види змагань
| Вид змагань        | Золото                                                                          | Золото  | Срібло                                                                       | Срібло  | Бронза                                                                  | Бронза  |
| ------------------ | ------------------------------------------------------------------------------- | ------- | ---------------------------------------------------------------------------- | ------- | ----------------------------------------------------------------------- | ------- |
| Двійки, чоловіки   | Росія (RUS) Олександр Зубков Олексій Воєвода                                    | 3:45.39 | Швейцарія (SUI) Беат Гефті Алекс Бауманн                                     | 3:46.05 | США (USA) Стівен Голкомб Стівен Ленгтон                                 | 3:46.27 |
| Четвірки, чоловіки | Росія (RUS) Олександр Зубков Дмитро Труненков Олексій Негодайло Олексій Воєвода | 3:40.60 | Латвія (LAT) Оскарс Мелбардіс Арвіс Вілкасте Даумантс Дрейшкенс Яніс Стренга | 3:40.69 | США (USA) Стівен Голкомб Стівен Ленгтон Кертіс Томасевіч Крістофер Фогт | 3:40.99 |
| Двійки, жінки      | Канада (CAN) Кайлі Гамфріс Гезер Мойс                                           | 3:50.61 | США (USA) Елана Меєрс Лорін Вільямс                                          | 3:50.71 | США (USA) Джеймі Гройбел Ейджа Еванс                                    | 3:51.61 |